# Interface - Ciência, Saúde e Educação
Interface - Ciência, Saúde e Educação (também referida pela sigla ICSE ou somente Interface), é uma revista científica interdisciplinar brasileira da área de saúde, publicada pela Fundação UNI e UNESP (este último contando com a participação do Laboratório de Educação e Comunicação em Saúde, Departamento de Saúde Pública, Faculdade de Medicina de Botucatu e Departamento de Educação, Instituto de Biociências de Botucatu). Sua periodicidade é trimestral.

## Histórico
Sua primeira edição data de agosto de 1997; na internet a publicação ocorre desde 11 de novembro do mesmo ano.
Conta com o apoio de várias instituições, como MCT, CNPq, CAPES e MEC, além dos órgãos diretamente ligados à UNESP na cidade paulista de Botucatu, como a Faculdade de Medicina, o Instituto de Biociências e ainda a Fundação para o Desenvolvimento Médico e Hospitalar (FAMESP) e a Pró-Reitoria de Pesquisa.

## Publicação
Suas edições são trimestrais, embora no ano de seu lançamento tenha saído apenas uma edição, e nos anos de 1998 a 2004 foram semestrais.